# Густаво Альмада
Густаво Альмада (ісп. Gustavo Almada; нар. 29 квітня 1994, Ітаугу) — парагвайський та болівійський футболіст, воротар клубу «Універсітаріо де Вінто».

## Ігрова кар'єра
Густаво Альмада народився 29 квітня 1994 року в місті Ітаугу в Парагваї. Розпочав грати на батьківщині в клубах «Соль Парагвайо» і «Норте Америка», а з 2016 року грав у Болівії. З 2016 до 2017 року Альмада грав у болівійських клубах «Торре Фуерте» і «Універсідад Крусенья», а в 2018 році грав у складі клубу «Дестроєрс». У 2019 році Альмада протягом півроку знову захищав ворота клубу «Торре Фуерте», а в другій половині року грав у складі клубу «Аурора». До 2022 року воротар з Парагваю грав у клубах «Сур-Кар», «Торре Фуерте» і «Реал Оруро». З 2022 Альмада грає у складі клубу «Універсітаріо де Вінто».

## Виступи за збірні
Після тривалих виступів у Болівії Густаво Альмада отримав болівійське громадянство. У 2024 році Альмаду включили до складу збірної Болівії для участі в розіграші Кубка Америки 2024 року у США. Проте на турнірі Альмада не виходив на поле, й у збірній так і не дебютував.